# أرز أبيض

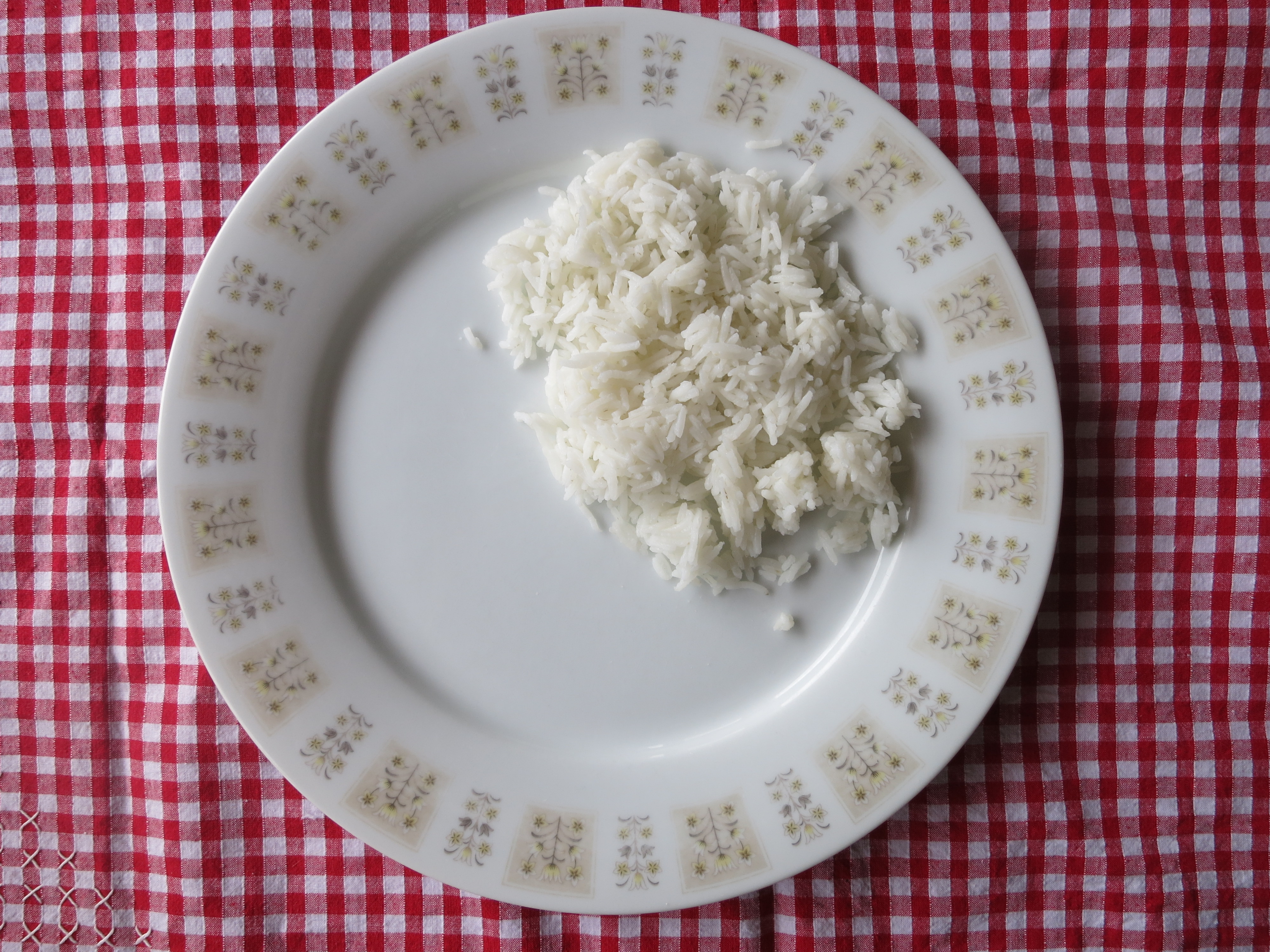
أرز أبيض مطبوخ

أرز أبيض أو الرز أو  الأرز الأبيض  ، هو نوع من الأرز بعد تنقيته والتخلص من قشرته ونخالته وكذلك من الجراثيم التي تحيط به .
يعتبر الأرز الأبيض من الثمار الصالحة للأكل، بل أكثر من ذلك يعتبر وجبة غنية بالعناصر الغذائية التي يحتاجها جسم الأنسان، من قبيل البروتينات والكربوهيدرات ... ،
تشتهر شعوب الصين واليابان بأنها المستهلكة الأولى للأرز، وذلك لأنه لا يكاد تخلوا الأفلام والمسلسلات الخاصة بها من أشخاص يتناولون أرزا، كما أنه في اليابان تشتهر وجبة تصنع أساسا من الأرز الأبيض ألا وهي السوشي .
أما الوجبة الشائعة من هذه النبتة فهي الأرز المسلوق والذي يطهى في أنية من الماء (( طنجرة )) .